# Splatoon
Splatoon er et third-person shooter udviklet og udgivet af Nintendo til Wii U, som blev sluppet internationalt maj 2015. Spillet er centreret om karakterer kendt som Inklings, der kan omdanne sig mellem humanoid- og blæksprutteform, og gemme sig i eller svømme gennem farvet blæk sprøjtet på overflader ved hjælp af våben som pistoler, spand eller pensler. Splatoon har flere spiltilstande, herunder online fire mod fire-multiplayer og en singleplayer-kampagne.
Splatoon fik positiv modtagelse ved spillets afsløring og lancering, hvor kritikere roste Nintendos afgørelse om at træde ind i en ny genre inden computerspil, spillets overordnede stil og præsentation, spilmekanikerne og dets lydspor. Kritik var rettet mod udelukkelse af voice chat og private lobbyer, det lille antal multiplayer-kort ved lanceringen og problemer med online matchmaking. Nintendo leverede omfattende støtte til Splatoon efter lanceringen ved at tilføje nye kort, våben og funktioner til spillet samt afholde tidsbegrænsede begivenheder kaldet "Splatfests". 
Splatoon har solgt 4,91 millioner kopier siden lanceringen. En opfølger, Splatoon 2, blev udgivet til Nintendo Switch i 2017.